# Bretteville-sur-Dives
Bretteville-sur-Dives é uma ex-comuna francesa na região administrativa da Normandia, no departamento de Calvados. Estendeu-se por uma área de 6,9 km². Em 2010 a comuna tinha 295 habitantes (densidade: 42,8 hab./km²).
Em 1 de janeiro de 2017 foi fundida com as comunas de Saint-Pierre-sur-Dives, Boissey, Hiéville, Mittois, Montviette, L'Oudon, Ouville-la-Bien-Tournée, Sainte-Marguerite-de-Viette, Saint-Georges-en-Auge, Thiéville, Vaudeloges e Vieux-Pont-en-Auge para a criação da nova comuna de Saint-Pierre-en-Auge.